# The Imp of the Perverse
The Imp of the Perverse (etwa Der Alb der Perversheit) ist eine Kurzgeschichte von Edgar Allan Poe, die dieser erstmals 1845 in Graham's Lady's and Gentleman's Magazine veröffentlichte. Er setzt sich darin mit zwanghaftem, selbstschädigendem Verhalten insbesondere eines Verbrechers auseinander. Es liegen verschiedene deutsche Übersetzungen mit unterschiedlichen Titeln vor.

## Inhalt
Der Erzähler, von dem wir erst spät erfahren, dass er in der Todeszelle sitzt und auf seine Hinrichtung wartet, konfrontiert uns mit seiner Theorie vom Alb der Perversheit, dem von ihm postulierten Trieb, der uns Dinge tun lässt, die unseren Interessen oder aber auch dem Recht diametral entgegengesetzt sind. Dafür führt er drei Situationen an:
- Ein einer knappen und konzisen Ausdrucksweise durchaus mächtiger Sprecher wird plötzlich von der Versuchung geplagt, sich weitschweifig und Ärgernis erregend zu äußern - und gibt dieser Versuchung nach, nur weil sie ihn versucht.
- Eine Aufgabe muss dringend erledigt werden, nach ihrer Erledigung winkt hoher Lohn, aber der, der sie erledigen soll, schiebt das auf den nächsten Tag - und wieder auf den nächsten, obgleich er genau weiß, dass er sich dadurch schädigt - bis es schließlich zu spät ist.
- An einem Abgrund stehend, spürt die Gedankenversuchsperson dessen Sog, fühlt sich versucht, ja verlockt, sich hinabzustürzen, obgleich sie es in keiner Weise will, tut es aber, wenn nicht ein freundschaftlicher Arm zur Stelle ist und den Sprung verhindert.

Nach dieser umfangreichen theoretischen Vorbereitung auf den Schluss der Geschichte hören wir, dass der Erzähler offenbar aus Gewinnsucht den Mann, dessen Erbe er antreten will, mittels einer vergifteten Kerze so raffiniert umgebracht hat, dass der Leichenbeschauer keinerlei Verdacht schöpft. Der Erzähler hat einen perfekten Mord inszeniert, tritt das Erbe an, genießt es, wird aber plötzlich, durch die Straßen der Stadt laufend, vom Alb der Perversheit ergriffen, verhält sich verdächtig, wird festgenommen, gesteht alles und sieht nun seiner Hinrichtung entgegen.

## Deutung
Ein imp ist ein Gnom oder Troll oder Dämon. Man würde Poe freilich unterschätzen, nähme man an, er wolle hier nur einen lustigen Aberglauben skizzieren. Er will zu einer Zeit, als die wissenschaftliche Psychologie über die Phrenologie noch nicht hinausgediehen ist, eine Theorie paradoxalen Handelns aufstellen, wie bereits Paulus von Tarsus es formuliert: „Denn das Gute, das ich will, das tue ich nicht; sondern das Böse, das ich nicht will, das tue ich.“ Freilich vermischt Poe dabei die moralische mit der utilitaristischen Betrachtungsweise: Nicht den Mord provoziert der Alb der Perversheit, sondern dessen Geständnis. Von daher lässt sich der Alb der Perversheit wie in den thematisch verwandten Kurzgeschichten Das verräterische Herz und Der schwarze Kater auch als Stimme des Gewissens interpretieren.
Autobiografisch arbeitet Poe erneut seinen Gram darüber ab, dass sein reicher Ziehvater John Allan ihm nicht einen Cent vermachte, als er starb. In der Darstellung des selbstzerstörerisch alles Aufschiebenden ist unschwer der Alkoholiker zu erkennen.
In vielerlei Hinsicht nimmt Poe mit der Beschreibung des von ihm so genannten Imp of the Perverse Beobachtungen und psychologische Theorien vorweg, die Sigmund Freud mehr als 70 Jahre später unter dem Begriff Todestrieb in die Psychoanalyse eingeführt hat.

## Literarische Anspielungen
- Johann Spurzheim[4] war Phrenologe und Schüler des Begründers der Phrenologie Franz Joseph Gall.

## Deutsche Übersetzungen (Auswahl)
- 1901: Hedda Moeller: Der Geist des Bösen.[5] J.C.C. Bruns, Minden
- 1922: Gisela Etzel: Der Teufel der Verkehrtheit.[6] Propyläen Verlag, München
- 1922: Joachim von der Goltz: Der Kobold der Perversion. Rösl, München
- 1925: Stefan Hofer: Der Dämon der Perversität. Interterritorialer Verlag „Renaissance“, Wien
- 1945: Marlies Wettstein: Wider den Stachel. Artemis Verlag, Zürich
- 1966: Hans Wollschläger: Der Alb der Perversheit. Walter Verlag, Freiburg i. Br.
- 1989: Heide Steiner: Der Wider-Geist. Insel-Verlag, Leipzig, ISBN 3735101151.
- 2020: Andreas Nohl: Der Dämon der Perversität. dtv, München, ISBN 978-3-423-28215-4.